# 王康隆
王康隆（英語：Kang Lung Wang，1941年—），臺灣裔美國籍物理学家，生於日治臺灣臺中州彰化郡鹿港街（今彰化縣鹿港鎮瑤林街12號三魁挺秀），是洛杉磯加州大學教授、清華大學微電子學研究所客座教授、前香港科技大學工學院院長。

## 生平
1964在台灣國立成功大學取得電機工程學士學位後，前往美國麻省理工學院就讀，並於1966年和1970年分別取得碩士和博士學位。
2017年，由王康隆與爾灣加州大學副教授夏晶領導的研究團隊，按照美國史丹福大學教授張首晟提出的實驗計畫，首次確鑿發現馬約拉納准粒子的存在。他認為該準粒子與其叫做天使粒子，不如叫做太極粒子更貼切。

## 家庭
妻子錢慎微也是臺灣人，女儿王宁怡（Evelyn Wang）是麻省理工学院教授。